# 알투피예보역
알투피예보역(러시아어: Алту́фьево)은 모스크바 지하철 세르푸홉스코 티미랴젭스카야 선의 역이다. 세르푸홉스코 티미랴젭스카야 선의 기점이다.

## 역사
알투피예보 역은 1994년 7월 15일에 개장했다. 중간에 시설의 안전성을 문제로 수리 공사를 거쳤으나, 현재 개장중이다.

## 지리
알투피예보 역은 인근 지역 교통의 중심이자, 모스크바 시내로 가장 빠르게 나갈 수 있는 길이다. 일일 이용자는 약 70,000명에 달한다.